# Sparta (Wisconsin)
Sparta is een plaats (city) in de Amerikaanse staat Wisconsin, en valt bestuurlijk gezien onder Monroe County.

## Demografie
Bij de volkstelling in 2000 werd het aantal inwoners vastgesteld op 8648. In 2006 is het aantal inwoners door het United States Census Bureau geschat op 9022, een stijging van 374 (4,3%).

## Geografie
Volgens het United States Census Bureau beslaat de plaats een oppervlakte van 14,4 km², waarvan 14,2 km² land en 0,2 km² water. Sparta ligt op ongeveer 241 m boven zeeniveau.

## Plaatsen in de nabije omgeving
De onderstaande figuur toont nabijgelegen plaatsen in een straal van 24 km rond Sparta.

## Geboren
- Donald Slayton (1924-1993), astronaut